# جون كونيمورا
جون كونيمورا (باليابانية: 國村 隼) هو ممثل ياباني، ولد في 16 نوفمبر 1955 بكوماموتو في اليابان.

## حياته
وُلِد جون كونيمورا باسم يوشيهيرو يونيمورا (米村 喜洋) في ياتسوشيرو، محافظة كوماموتو، لكن عائلته انتقلت إلى أماغاساكي، محافظة هيوغو بعد فترة وجيزة، قبل أن تنتقل مرة أخرى إلى أوساكا عندما كان يبلغ من العمر عامين. تخرج من برنامج مسرحي تديره هيئة إذاعة أوساكا، وهي شركة مسرحية مملوكة ومدارة من قبل شركة تابعة محلية لهيئة الإذاعة والتلفزيون اليابانية.

## الأعمال

### أفلام
- المطر الأسود (1989)
- تجربة أداء (1999)
- اقتل بيل الجزء 1 (2003)
- اقتل بيل الجزء 2 (2004)
- الحديقة المعلقة (2005)
- الحرير (2007)
- الغضب (2010)
- من شابه أباه فما ظلم (2013)
- صعود الرياح (2013)
- هجوم العمالقة (2015)
- المبكى (2016)
- عودة غودزيلا (2016)
- ميدواي (2019)
- ميناماتا (2020)
- كيت (2021)
- مدينة الجريمة 3 (2023)
- كيف تعيش؟ (2023)

### مسلسلات
- ليغل هاي (2012)
- المخرج العاري (2019)
- أشورا (2025)

## وصلات خارجية
- جون كونيمورا على موقع IMDb (الإنجليزية)
- جون كونيمورا على موقع أول موفي (الإنجليزية)
- جون كونيمورا على موقع قاعدة بيانات الفيلم (الإنجليزية)